# Franziska Stuhr
Franziska Stuhr (* 1993 in Tübingen) ist eine deutsche Theaterregisseurin.

## Leben
Franziska Stuhr studierte Theaterregie am Mozarteum in Salzburg mit einem Auslandssemester am Institut del Teatre in Barcelona. Bereits während ihres Studiums war sie ab der Spielzeit 2018/19 feste Regieassistentin am Oldenburgischen Staatstheater. Dort war 2019 ihre Diplominszenierung Die Mitte der Welt nach dem Roman von Andreas Steinhöfel zu sehen.
Seit 2019 ist sie als freischaffende Regisseurin am Oldenburgischen Staatstheater, Deutschen Schauspielhaus Hamburg und dem Theater Baden-Baden tätig.
Seit ihrer Studienzeit verbindet sie eine wiederkehrende Zusammenarbeit mit der Schauspielerin Rebecca Seidel und der Bühnen- und Kostümbildnerin Anna Brandstätter.
Franziska Stuhr lebt in Hamburg.

## Hörspiele (Auswahl)
- 2022: Annalisa Cantini, Alexandra Ava Koch, Anna Neata, Frieda Paris, Felicitas Prokopetz: Fuß auf Blech (Regie) (Original-Hörspiel – Deutschlandradio/Universität für angewandte Kunst Wien)
- 2023 Hysterektomie zusammen mit Katharina Fröhlich, ausgezeichnet mit dem  max15-Hörspielpreis für freie Produktionen